# 고병운
고병운(한국 한자: 高炳運, 1973년 9월 28일 ~ )은 대한민국의 은퇴한 축구 선수이며 현 지도자이다. 선수 시절 포지션은 수비수이다.

## 축구인 경력

### 선수 경력
1996년 포항 스틸러스에 입단한 후 주축 수비수로 꾸준히 활약하였으나 2003년 십자인대 부상을 당한 후 포항을 떠났다.
이후 K2리그의 의정부 험멜에 입단하여 부상 재활과 경기 감각 회복에 매진하였고, 2005년 대전 시티즌으로 이적하며 프로 무대로 복귀하였다. 같은 해 8월 24일 대구 FC와의 경기에선 본인의 프로 통산 200경기 출전 기록을 세웠다.
2006 시즌 종료 후 대전을 떠났고 2007년 여름 K3리그의 천안 FC에 입단하였다.
2008년 부산 아이파크의 유소년 팀 코치로 부임하며 선수 생활을 마무리하였다.

### 국가대표 경력
광운대학교 소속이던 1995년 열린 애틀랜타 올림픽 최종 예선 명단에 이름을 올렸다.

### 지도자 경력
2007년 부산아이파크 유소년 스카우터 및 구단 프런트로 입사 1년5 개월 간 구단 업무 및 유소년 스카우터로 재직후
부산 아이파크의 U-15 팀 감독으로 지도자 생활을 시작하였다.
2009년 부산의 U-15 팀인 신라중학교 감독으로 부임하였다.
2016년 부산의 U18팀인 개성고 감독으로 부임 K리그 챔피언십 우승을 이뤄냈다.